# 25518 Полцитрин
25518 Полцитрин (25518 Paulcitrin) — астероїд головного поясу, відкритий 7 грудня 1999 року.
Тіссеранів параметр щодо Юпітера — 3,337.